# Litauiska SSR
Litauiska socialistiska sovjetrepubliken, förkortat Litauiska SSR, var namnet på Litauen som sovjetrepublik under en kortare period efter första världskriget samt 1940–1991.

## Litauiska SSR 1918–1919
Innan första världskriget hörde det litauiska området till Ryssland. I samband med den ryska revolutionen proklamerade litauernas kommunistparti Litauiska Socialistiska Sovjetrepubliken den 16 december 1918. Den 27 februari 1919 slogs denna delrepublik samman med Vitryska SSR och bildade fram till den 25 augusti samma år Litauisk-vitryska SSR, ofta benämnd Litbel. För tiden därefter, se Litauens historia.

## Litauiska SSR 1940–1991
Den självständiga republiken Litauen invaderades den 15 juni 1940 av sovjetiska trupper, den 21 juli omdanades landet till Litauiska Socialistiska Sovjetrepubliken. Formellt annekterades Litauiska SSR av Sovjetunionen efter en, av kommunisterna, arrangerad folkomröstning där 99 % av de röstberättigade uppgavs ha röstat. Dessa händelser var en följd av Molotov-Ribbentroppakten från 1939 där Litauen först tillerkändes den tyska intressesfären men sedan överfördes till sovjetiska intressesfären (i utbyte mot att Tyskland "fick" en större del av Polen). Inom Sovjetunionen överfördes Litauens historiska huvudstad Vilna (Vilnius) från tidigare polskt område till Litauiska SSR, där staden ersatte Kovno (Kaunas) som huvudstad.
Krigsutbrottet mellan Tyska riket och Sovjetunionen den 22 juni 1941 innebar för Litauens del att sovjetisk ockupation ersattes av tysk. Landet blev nu en del av Ostland; namnet för Estland, Lettland, Litauen och en del av Vitryssland under tysk ockupation 1941 - 1944. Under 1944 ersatte de sovjetiska styrkorna ånyo de tyska trupperna som ockupationsmakt, varefter Litauen åter blev en del av Sovjetunionen under namnet Litauiska SSR.

### Ändrad befolkning
Före andra världskriget utgjorde judarna 9 % av Litauens befolkning, men dessa utrotades så gott som helt under den tyska ockupationen 1941 - 1944. Hundratusentals litauer flydde undan ryssarna och bosatte sig i Västeuropa och Amerika. Vidare deporterade de sovjetiska myndigheterna omkring 100 000 litauer till Sibirien och anordnade slavisk invandring till Litauiska SSR (vilken dock inte var lika tilltagen som den till Lettiska SSR och Estniska SSR). Den litauiska minoritetspolitiken har sedan demokratins intåg 1990 stått i bjärt kontrast mot den i Lettland. Personer som lever i Litauen och önskar bli medborgare i staten tillåts bli så, oavsett etnicitet.

### Litauiska SSR demokratiseras och blir Litauen
I samband med Mikhail Gorbatjovs makttillträde i Sovjetunionen 1985 bättrades förhållandena avsevärt i Litauiska SSR. Ropen på självständighet hördes allt starkare från 1988 och framåt, och demokratin gjorde sitt intåg, precis som i övriga delar av östblocket. Kommunistpartiets maktmonopol bröts i mitten av 1988. Som en följd av detta ändrades namnet på den sovjetiska delrepubliken från Litauiska SSR till Republiken Litauen. Den litauiska självständighetsrörelsen mötte hårt sovjetiskt motstånd, bland annat rullade röda arméns pansarvagnar in i huvudstaden Vilnius och sovjetiska styrkor tog kontroll över TV-tornet i samma stad. I en folkomröstning (med 90 % valdeltagande) uttalade sig 76 % av litauerna för självständighet. Den 11 mars 1990 förklarade sig därför Litauen självständigt. Folkomröstningen och andra val i Litauen ifrågasattes av det sovjetiska ledarskapet, och det sovjetiska erkännandet av självständigheten dröjde ända till 6 september 1991. De sista ryska trupperna lämnade landet först den 31 augusti 1993.
Under tiden som Litauiska SSR var såväl ryska som litauiska officiella språk men precis som annorstädes inom det sovjetiska imperiet gynnades ryskan av myndigheterna och kom därför att dominera.

### Var Litauen ockuperat?
Precis som i fallen Estland och Lettland var den sovjetiska annekteringen av Litauen (och därmed skapandet av Litauiska SSR) omstridd i omvärlden. Den sovjetiska annekteringen av Litauen erkändes aldrig av flertalet demokratiska stater. Bland annat USA och Storbritannien framhöll att det rörde sig om en sovjetisk ockupation av den suveräna Republiken Litauen, varför de upprätthöll kontakter med den litauiska exilregeringen. Den svenska statsmakten delade inte denna syn utan erkände den sovjetiska annekteringen; således erkände Sverige de facto delar av Molotov-Ribbentroppakten. Sveriges utrikesminister 1985 - 1991, socialdemokraten Sten Andersson, såg de baltiska frihetsrörelserna som ett hot mot den sovjetiska reformrörelsen.